# Цветная символика

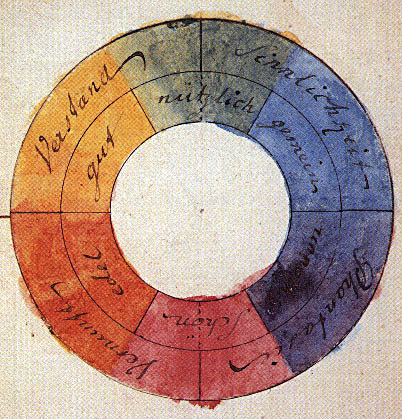
Акварель Гёте (1809)

Цветна́я симво́лика — значение, придаваемое различным цветам (краскам) для выражения тех или иных настроений, чувств и идей.
С глубокой древности человеку было свойственно выражать свои чувства, отношения и идеи с помощью цвета одежды или цветка:
- красный — цвет жизни, любви (отсюда роза — символ любви, гвоздика — страсти), а также, как цвет крови, символ гнева и мести (цвет войны и революции);
- белый — символ чистоты и невинности (лилия);
- чёрный — символ печали, траура;
- жёлтый — символ отвращения, ненависти; кроме золотистого — символа солнца и радости;
- зелёный — символ надежды;
- голубой — цвет богов;
- синий — символ верности (незабудки, фиалки);
- пурпурный — символ величия.